# Oakley
Oakley Inc. — американская компания, производитель спортивных очков, а также обуви и аксессуаров. Принадлежит итальянской компании Luxottica.

## История
Компания была основана в 1975 году профессиональным мотокроссменом Джимом Джанардом (англ. Jim Jannard). Первым продуктом компании были рукоятки для руля мотокросс мотоциклов. В конце 1970-х годов Джанард начал продавать защитные очки для мотоциклистов, изготовленные по собственному дизайну. В 1983 году компания начала производство горнолыжных очков, а в следующем году — солнцезащитных. Для рекламы своих очков компания привлекала известных спортсменов, включая велосипедиста Грега Лемонда, баскетболиста Майкла Джордана и теннисиста Андре Агасси. Также своеобразной формой маркетинга были многочисленные судебные иски, поданные против конкурентов, производителей подделок и торговых сетей. В августе 1995 года компания провела IPO на Нью-Йоркской фондовой бирже.
В 2007 году Oakley была приобретена итальянской компанией Luxottica за 2,1 млрд долларов.

## Продукция
Очки
- Солнцезащитные очки
- Корригирующие очки
- Спортивные очки

Одежда
- Футболки
- Рубашки
- Шорты
- Плавки
- Брюки
- Свитера
- Куртки
- Байки

Перчатки
- Тактические перчатки
- Спортивные перчатки
- Технические перчатки
- Специальные перчатки
- Тёплые перчатки

Прочее